# Luigi Michiorri
Luigi Michiorri (Poggio Mirteto, 13 agosto 1900 – Terni, 21 marzo 1959) è stato un politico italiano, Sindaco di Terni dal 1948 al 1955.

## Biografia
Impiegato presso un'azienda elettrica, esponente politico del Partito Comunista Italiano, venne eletto sindaco di Terni nel 1948 all'indomani delle dimissioni del Sindaco Morelli. Durante il suo mandato da sindaco, si impegnò nella ricostruzione postbellica della città di Terni, gravemente danneggiata dai bombardamenti alleati nel corso della guerra. Si trovò ad amministrare la città di Terni nel difficile periodo dei licenziamenti della Società Terni nel periodo 1952-1954. Fu inoltre direttore responsabile del settimanale La Turbina edito a cura delle federazioni politiche comunista e socialista.
Nel 1950 fu sospeso dalle sue funzioni per 15 giorni per essersi rifiutato di far cancellare le scritte sui muri cittadini contro o a favore di partiti politici. Dal 1950 al 1955 fu anche presidente della Ternana. Di recente il Comune di Terni ha intitolato a "Luigi Michiorri” un ampio spazio verde di via del Rivo.